# William Siborne
William Siborne, Sibourne ou encore Siborn, né le 15 octobre 1797 et mort le 9 janvier 1849, était un officier et historien militaire britannique. Il est l'auteur d'études très poussées sur la Bataille de Waterloo qu'il effectua lors de la réalisation dans les années 1830 de son diorama de la bataille conservé et présenté au National Army Museum de Londres.

## Biographie
William Siborne était le fils de Benjamin Siborne, capitaine au 9th East Norfolk regiment (en) qui fut blessé à la Bataille de la Nivelle pendant la Guerre d'Espagne - The Peninsular War. William Siborne fut diplômé du Royal Military College de Sandhurst en 1814, ayant été commissionné enseigne dans le même régiment le 9 septembre 1813, avant de rejoindre son 2e bataillon à Canterbury puis Chatham et finalement Sheerness en 1815. En août 1815, il fut envoyé en France pour rejoindre l'armée d'occupation alliée du Duc de Wellington, étant affecté au Camp de Boulogne. Il obtint le grade de lieutenant en novembre de la même année, étant mis en demi-solde en mars 1817 quand son régiment fut réduit à un bataillon.
En septembre 1820, il est chargé d'une mission secrète en Allemagne au profit du Treasury. Deux ans plus tard, il publie son premier ouvrage : Instructions for Civil and Military Surveyors in Topographical Plan-drawing.
En juillet 1824, il épouse Helen Aitken, fille d'un banquier écossais, colonel dans la Milice - mariage dont naquit quatre enfants. Son second fils, Henry Taylor, publiera une partie de sa correspondance après sa mort.
Le 1er novembre 1824, il est affecté au 47th (Lancashire) regiment avec effet rétroactif en novembre 1815 et il part vivre en Europe. En mars 1826, il est affecté au poste de secrétaire militaire adjoint du Commandant en chef en Irlande, fonction qu'il occupera jusqu'en 1843. En 1827, il publie une seconde mouture de ses  Instructions for Civil and Military Surveyors in Topographical Plan-drawing, dédicacée à son commandant en chef, Sir George Murray.

### Le diorama de la Bataille de Waterloo
Au début de 1830, Lord Roland Hill, alors commandant en chef pour la Grande-Bretagne, chargea Siborne de la réalisation d'un diorama représentant la Bataille de Waterloo.

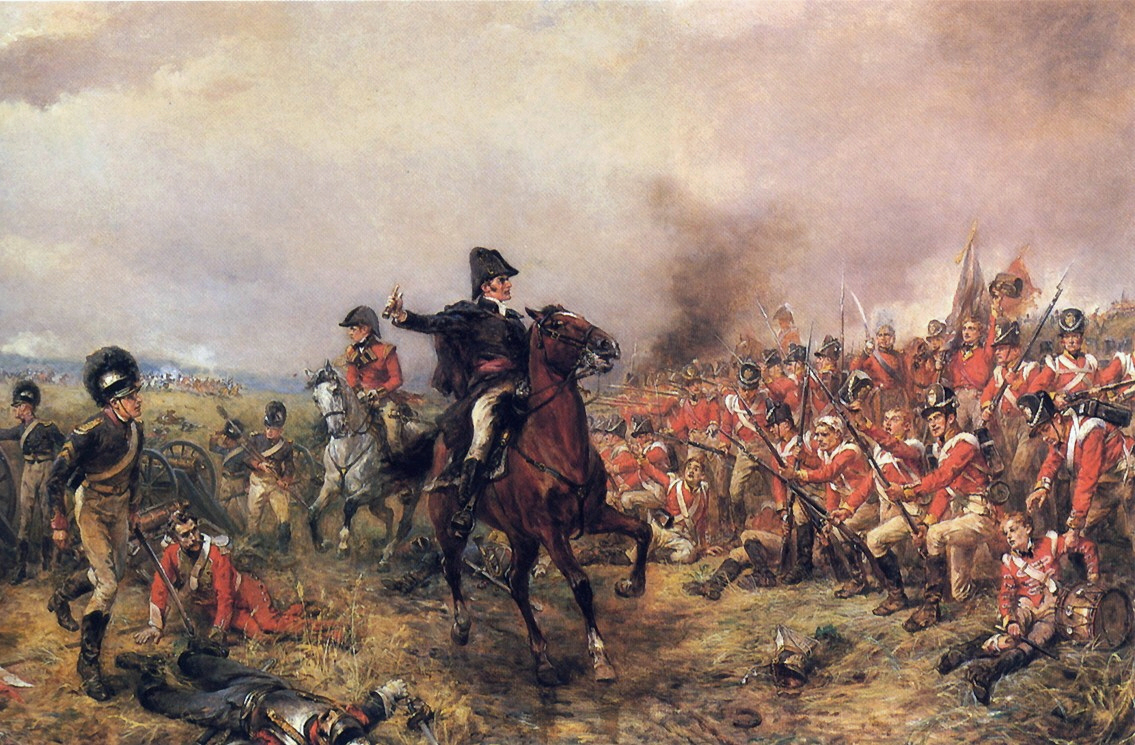
Le Duc de Wellington haranguant un carré anglais à Waterloo. Peinture de Robert Alexander Hilingford

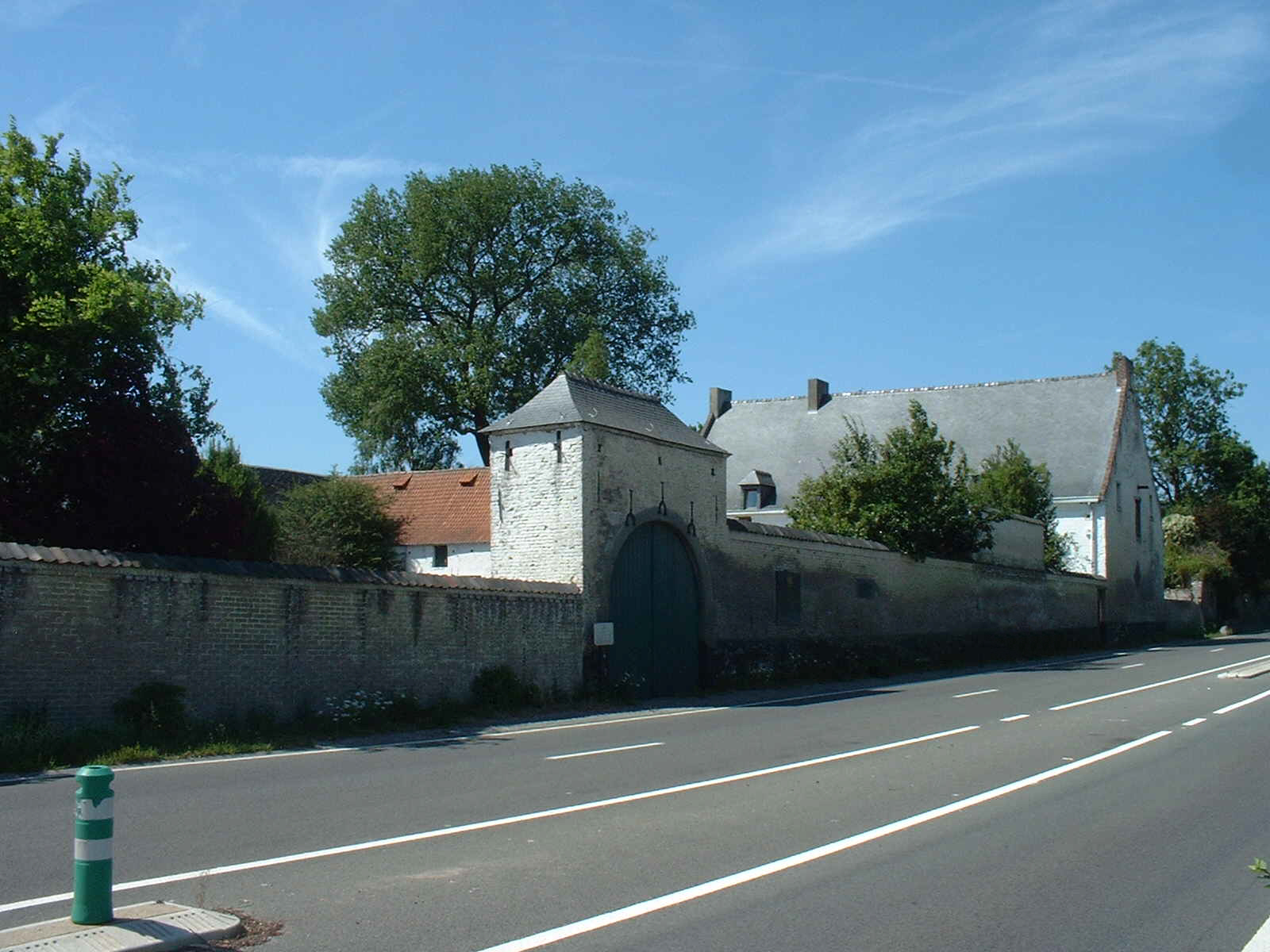
La Ferme de la Haye-Sainte à Waterloo (Belgique). William Siborne y séjourna huit mois pour étudier le champ de bataille en vue de la réalisation de son diorama.

Siborne mena des recherches historiques approfondies, écrivant aux officiers des forces alliées présents à la bataille pour obtenir des informations sur la position des troupes au moment crucial de celle-ci, vers 19:00 heures. Ses tentatives pour obtenir des informations du Ministère de la Guerre à Paris furent poliment ignorées tandis que le Prince d'Orange lui fournit aimablement des renseignements sur les forces belgo-hollandaises. Les réponses aux circulaires qu'il distribua et les échanges de correspondance qui s'ensuivirent constituent une des plus larges collections particulières de sources primaires jamais collectées sur le sujet. Le British Museum acquît cette collection après son décès et elle fait désormais partie de celles de la British Library.
Siborne passa huit mois à la Ferme de la Haye-Sainte pour étudier le champ de bataille. La construction du diorama dura jusqu'en 1838, Siborne devant aussi s'acquitter de ses obligations militaires, et elle fut un moment interrompue en 1833 par un refus ministériel d'attribuer de nouveaux fonds au projet - Siborne devant le financer de sa poche à partir de ce moment. Pendant la construction du grand diorama, il s'attira l'inimitié du Duc de Wellington, les recherches historiques qu'il avait préalablement menées remettant en cause la version ducale de la bataille. Cela amena les tentatives de Siborne à contraindre le gouvernement à honorer ses obligations à son égard à être contrecarrées, ses tentatives pour acquérir une charge de capitaine à être bloquées et à une campagne de dénigrement à son égard. Le retrait de quelque 40 000 des 48 000 figurines prussiennes, ne suffit guère à apaiser le Duc. Le coût final de l'entreprise s'éleva à 3 000 livres que Siborne eût beaucoup de mal à recouvrer, le présentateur de la première exhibition publique l'ayant floué de la plus grosse part de ses revenus. Siborne construisit aussi un plus petit diorama représentant une fraction du champ de bataille à plus grande échelle. Le modèle principal fut finalement acquis par la Royal United Service Institution après sa mort et est depuis 1971 - date de son inauguration  - exposée dans la galerie « Changing the World » du National Army Museum. Le plus petit, dit « nouveau », est exposé aux Royal Armouries de Leeds.
Le 31 janvier 1840, Siborne acquit une charge de capitaine, sans affectation, rétribuée à demi-solde. Il tenta de financer son entreprise en rédigeant un troisième livre sur base de la considérable documentation qu'il avait accumulée - un historique de la campagne de 1815. Cet ouvrage fut publié pour la première fois en 1844 et en était à sa quatrième édition en 2008.
Fatigué par son travail et brisé par l'hostilité du Duc de Wellington, il finit par obtenir, grâce à ses amis, une sinécure en qualité de Secrétaire et Adjudant du Royal Military Asylum au sein du Royal Hospital Chelsea. Il entra en fonction en novembre 1843 et y resta jusqu'à sa mort. William Siborne est enterré au cimetière de Brompton.

## Œuvre littéraire
- Instructions for Civil and Military Surveyors in Topographical Plan-Drawing, 1822.
- A Practical Treatise on Topographical Surveying and Drawing, 1827, dédicacé à l'adresses de son commandant en chef George Murray.
- Guide to Captain Siborne's New Waterloo Model.
- History of the War in France and Belgium in 1815 (deux volumes avec atlas), 1844.